# Johan Lorich
Johan Lorich, född 11 mars 1664, död 8 juli 1726, var en svensk borgmästare och riksdagsledamot.

## Biografi
Johan Lorich föddes 1664. Han var son till rådmannen Baltzar Lorich och Mette Pedersdotter Boudes. Lorich blev 1683 student vid Lunds universitet och 1695 stadsnotarie i Malmö stad. Han blev 1700 stadssekreterare i Malmö stad och 1710 rådman och justitieborgmästare i Malmö stad. Lorich var riksdagsledamot för borgarståndet i Malmö vid riksdagen 1713–1714 och riksdagen 1719. Han avled 1726.

### Familj
Lorich gifte sig andra gången 1710 med Anna Jostdotter Krutmeijer.